# Alegorie Míru
Alegorie Míru, nazývaná také Mír, Radostný život nebo, je bronzová plastika u kostela svaté Ludmily na náměstí Míru v městské části Vinohrady v Praze 2.

## Historie a popis díla
Alegorii Míru vytvořil Jiří Kryštůfek (1932–2014) ve spolupráci s Ondřejem Špačkem (*1952) a Zdenkou Novákovou (*1939) v roce 1979. Dílo představuje stojící dívku vypouštějící nad svou hlavou holubici jako symbol míru. Plastika je vytvořena technikou ltí bronzu a umístěna na soklu. Investorem díla byly společnosti Investor dopravních staveb a Dopravní podnik hl. m. Prahy. Dílo se nachází v exteriéru, nedaleko od vstupu do stanice metra Náměstí Míru, jihozápadně od hlavního chrámu kostela svaté Ludmily. Rozměry díla jsou:
| Výška         | 4,1 m                            |
| Šířka         | 0,8 m                            |
| Hloubka       | 0,6 m                            |
| Další rozměry | z toho sokl 1,22 × 0,76 × 0,52 m |

## Galerie

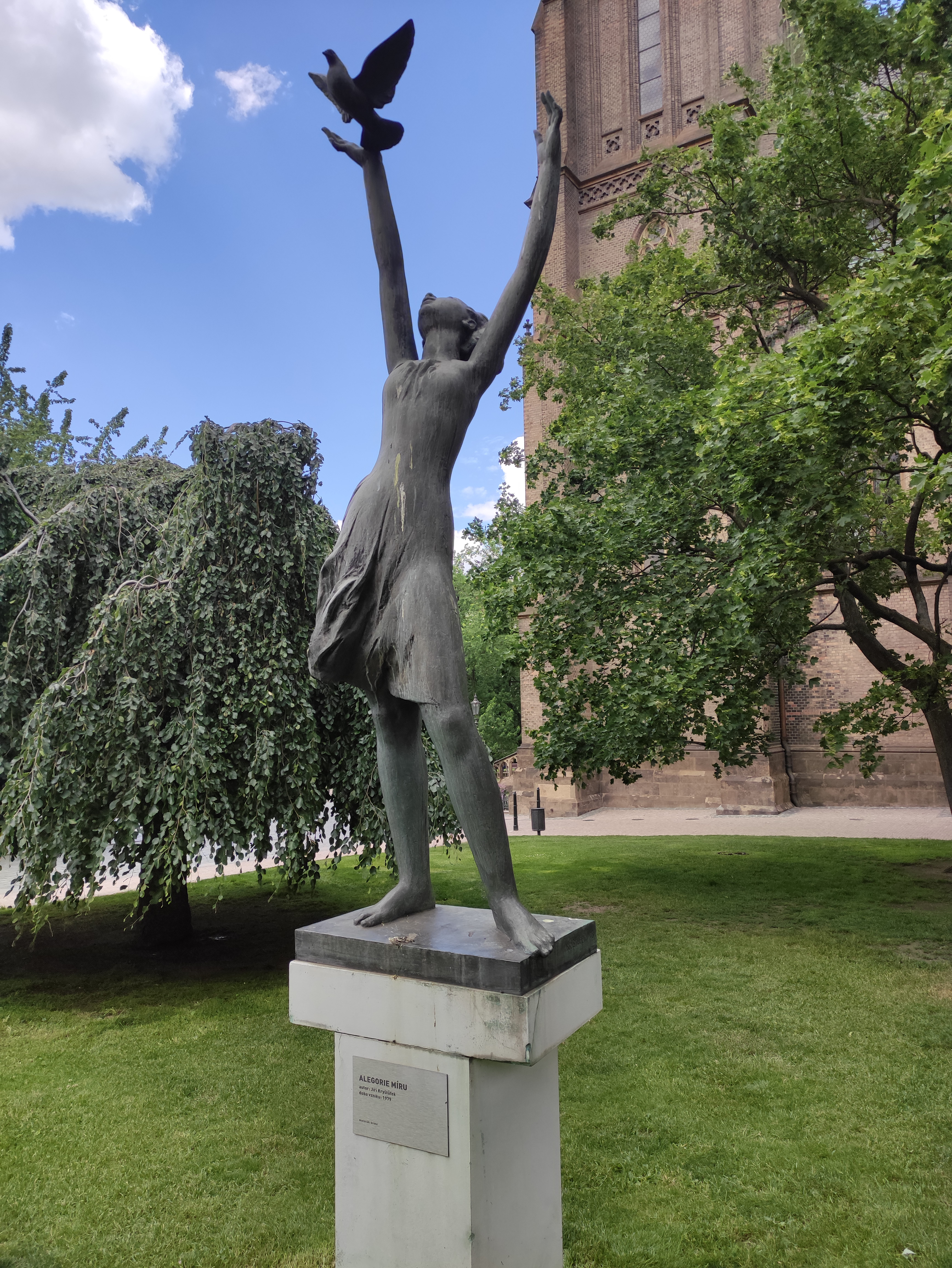
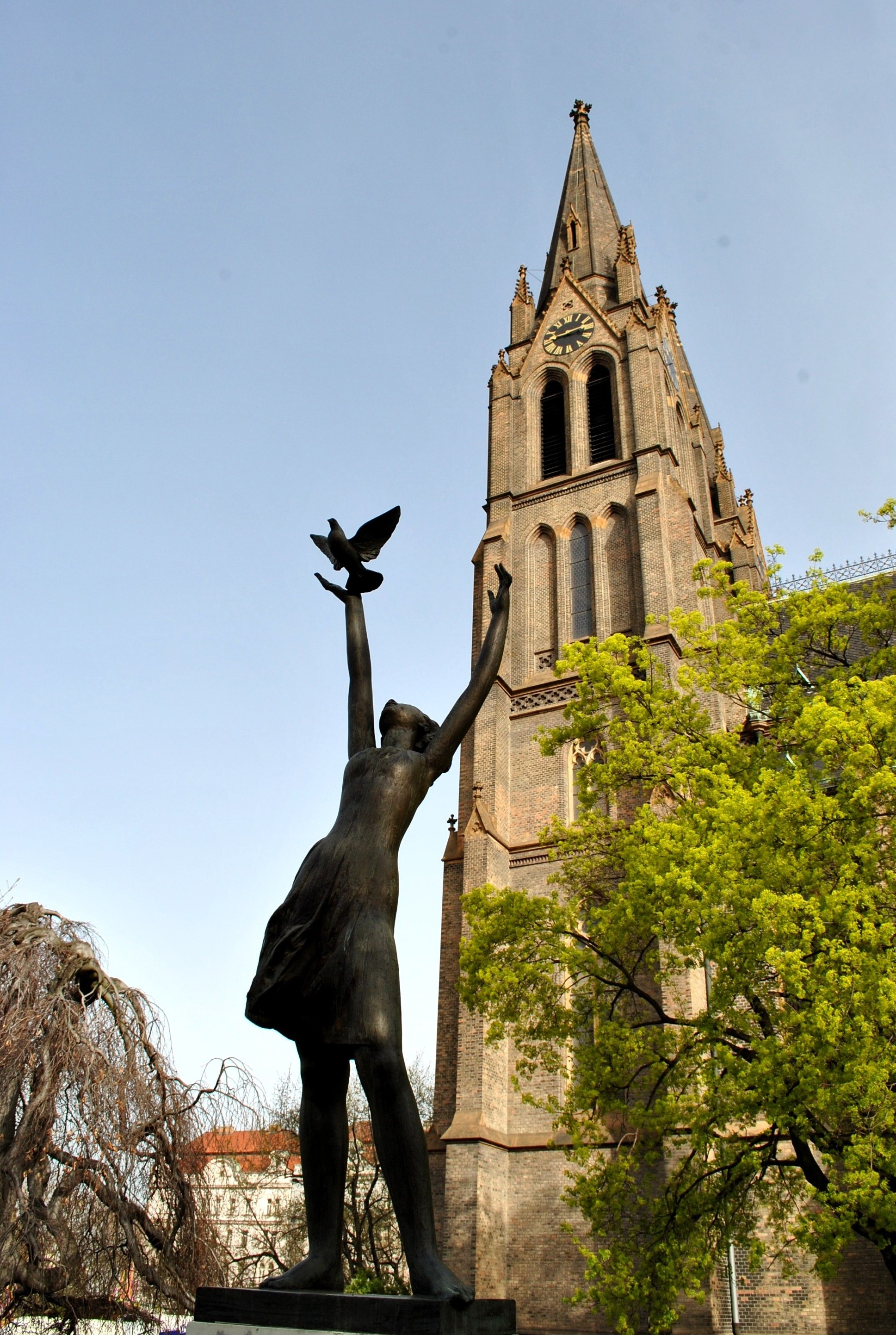
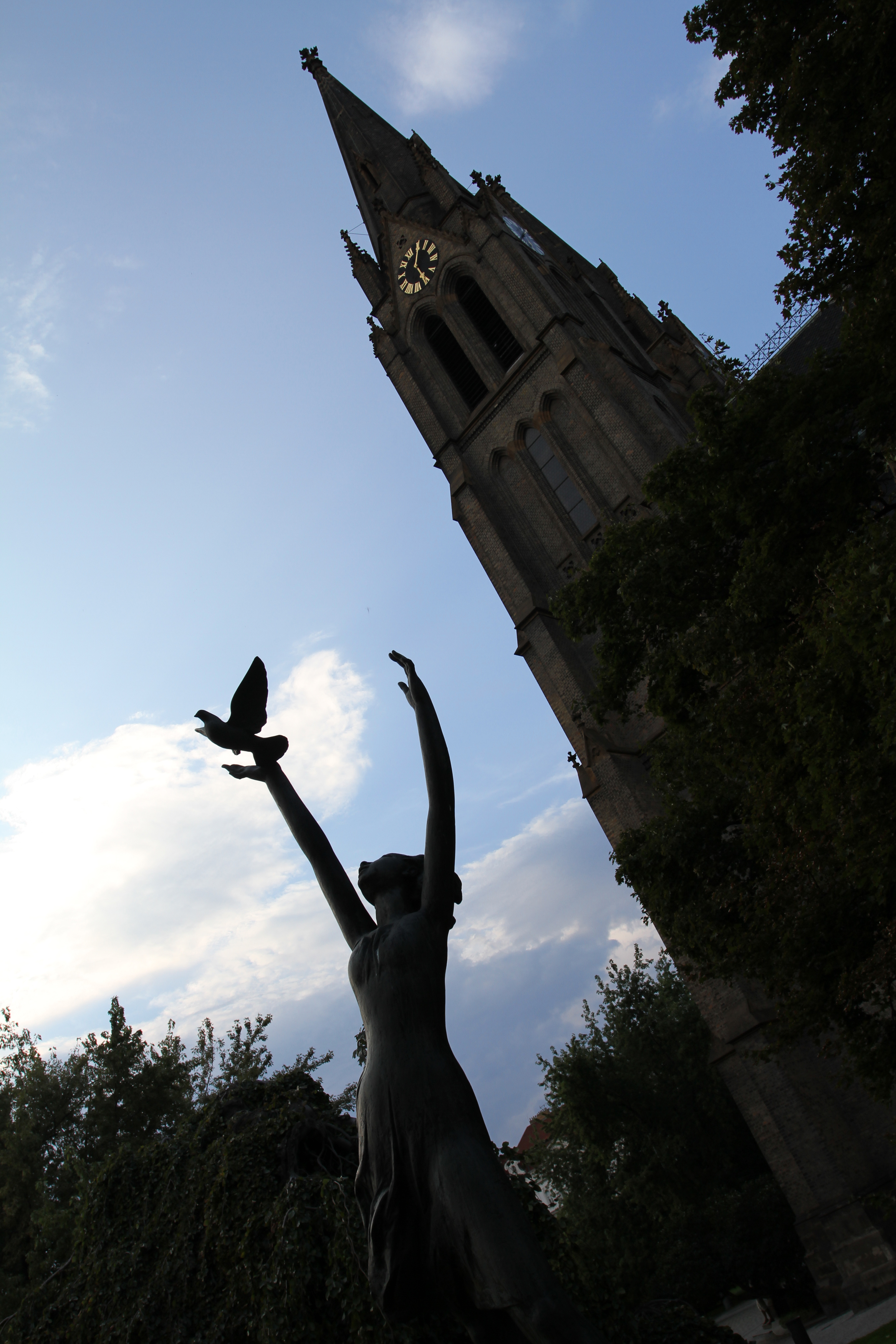
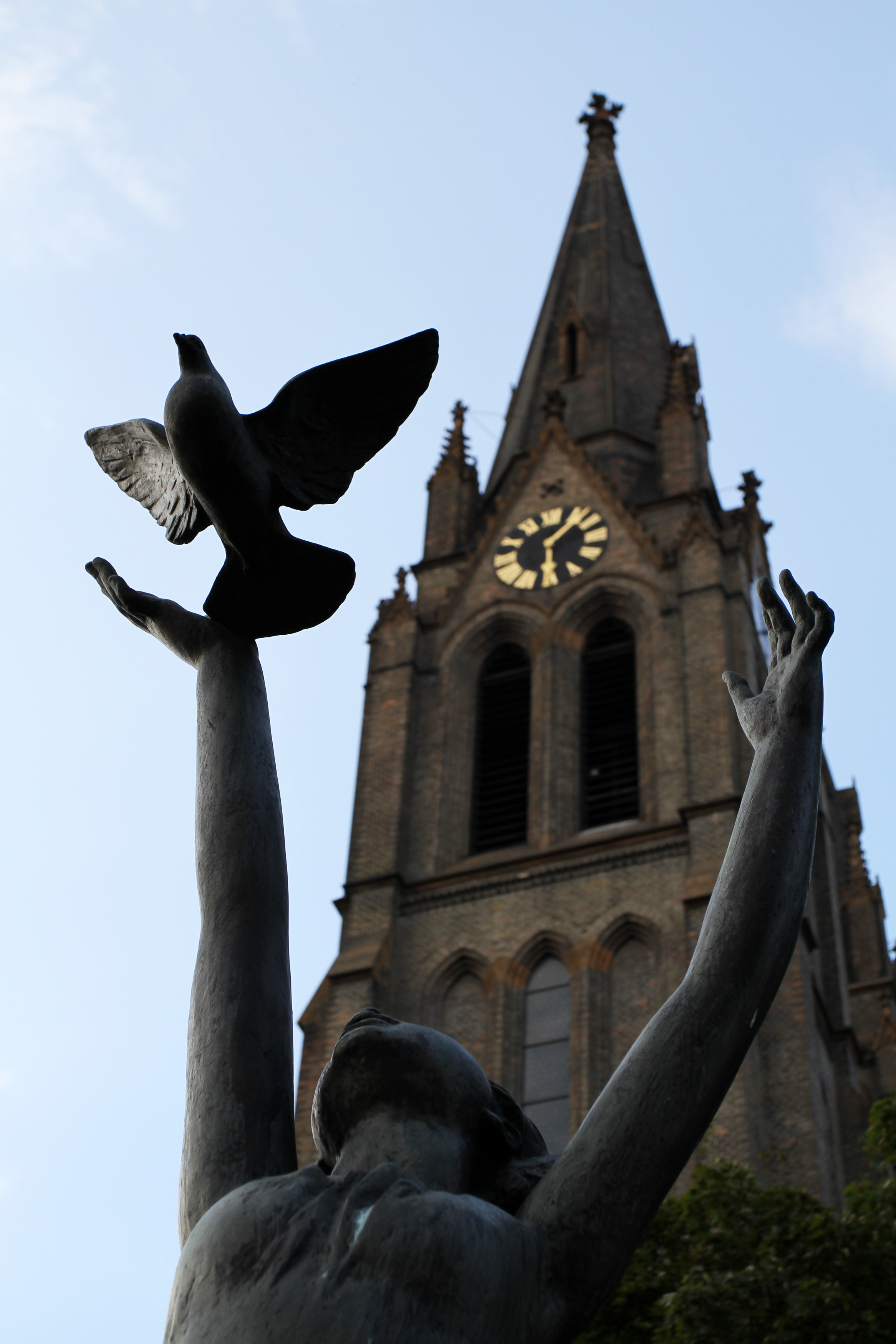
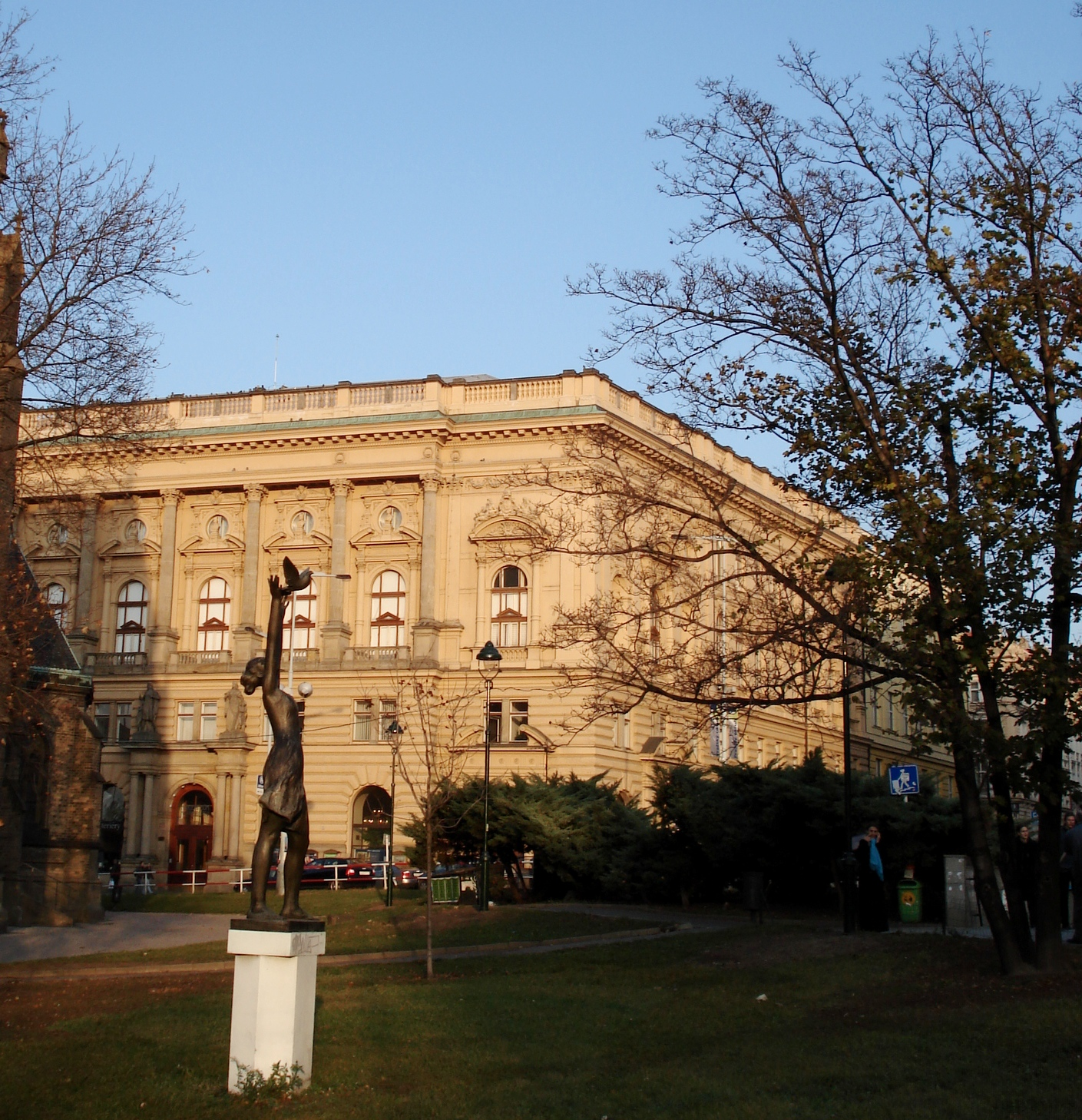